# Павер (округ, Айдахо)
Шаблон:StateAbbr_ 42°41′ пн. ш. 112°50′ зх. д. / 42.69° пн. ш. 112.84° зх. д.
Округ Павер (англ. Power County) — округ (графство) у штаті Айдахо, США. Ідентифікатор округу 16077.

## Історія
Округ утворений 1913 року.

## Демографія
За даними перепису 
2000 року 
загальне населення округу становило 7538 осіб, зокрема міського населення було 4149, а сільського — 3389.
Серед мешканців округу чоловіків було 3787, а жінок — 3751. В окрузі було 2560 домогосподарств, 1968 родин, які мешкали в 2844 будинках.
Середній розмір родини становив 3,38.
Віковий розподіл населення поданий у таблиці:
| Стать    | До 15 років | 15-21 | 22-29 | 30-39 | 40-49 | 50-65 | 65-85 | Понад 85 |
| -------- | ----------- | ----- | ----- | ----- | ----- | ----- | ----- | -------- |
| Чоловіки | 1070        | 416   | 345   | 474   | 564   | 562   | 325   | 31       |
| Жінки    | 1011        | 434   | 358   | 465   | 530   | 526   | 370   | 57       |

## Суміжні округи
- Бінггем — північ
- Беннок — схід
- Онейда — південь
- Кассія — південний захід
- Блейн — північний захід

## Виноски
1. ↑  (unspecified title) — Москва: ВИНИТИ РАН, 1964. — С. 40. — 235 с.
2. ↑  U.S. Decennial Census. United States Census Bureau. Архів оригіналу за 4 квітня 2018. Процитовано 1 липня 2014.
3. ↑  Historical Census Browser. University of Virginia Library. Архів оригіналу за 30 травня 2019. Процитовано 1 липня 2014.
4. ↑  Population of Counties by Decennial Census: 1900 to 1990. United States Census Bureau. Архів оригіналу за 30 жовтня 2014. Процитовано 1 липня 2014.
5. ↑  Census 2000 PHC-T-4. Ranking Tables for Counties: 1990 and 2000 (PDF). United States Census Bureau. Архів оригіналу (PDF) за 18 грудня 2014. Процитовано 1 липня 2014.
6. ↑  State & County QuickFacts. United States Census Bureau. Архів оригіналу за 17 липня 2011. Процитовано 1 липня 2014.(англ.) Наведено за англійською вікіпедією.
7. ↑  American FactFinder. Бюро перепису населення США. Архів оригіналу за 26 лютого 2012. Процитовано 31 січня 2008.

| США | Це незавершена стаття з географії США. Ви можете допомогти проєкту, виправивши або дописавши її. |